# کوه گوور
کوه گوور (انگلیسی: Mount Gower) که همچنین با نام محلی تپه بزرگ نیز شناخته می شود، مرتفع ترین کوه در جزیره نیمه گرمسیری لرد هاو استرالیا در دریای تاسمان است. با ارتفاع ۸۷۵ متر (۲٬۸۷۱ فوت) بالاتر از سطح دریا، این قله در جنوبی‌ترین نقطه جزیره لرد هاوو و درست درکنار دومین کوه بلند جزیره، یعنی کوه لیجبرد قرار گرفته است. این کوه آتشفشانی با درختان انبوه گرمسیری از جنس درختان جنگل‌های بارانی پوشیده شده است.